# Hedemora
Hedemora es una ciudad sueca, sede del municipio homónimo, en la provincia de Dalarna. Tenía una población de 7461 habitantes en 2023, en un área de 5,85 km². A pesar de su pequeña población, Hedemora es, por razones históricas, normalmente conocida como ciudad (stad) y, como tal, la más antigua de Dalecarlia.

## Historia
La ciudad fue fundada en 1446, lo que significa que es la más antigua y única ciudad medieval de Dalecarlia.
En 1754 y 1849 la ciudad fue severamente dañada por el fuego. El incendio en 1754 destruyó 90 de los 110 lotes de casas en la ciudad, incluidos todos los depósitos de granos. Sin embargo, la destrucción masiva permitió modernizar la estructura de la ciudad, con calles y cuadras más rectas.
Gustavo I construyó la primera casa de moneda en la ciudad en 1521, pero solo estuvo en funcionamiento hasta 1524.

## Demografía
| 6140                                                | 6418 | 6628 | 7039 | 7344 | 7574 | 7875 | 7362 | 7279 | 7273 | 7371 |
| (Fuente: Oficina Central de Estadísticas de Suecia) |      |      |      |      |      |      |      |      |      |      |